# SN 1972S
SN 1972S – supernowa odkryta 6 kwietnia 1972 roku w galaktyce A121718+2355. W momencie odkrycia miała maksymalną jasność 16,30m.